# Ngộ độc salicylate
Ngộ độc salicylate, còn được gọi là ngộ độc aspirin, là ngộ độc cấp tính hoặc mãn tính với một salicylate như aspirin. Các triệu chứng kinh điển là ù tai, buồn nôn, đau bụng và thở gấp. Các dấu hiệu trên có thể nhỏ hơn lúc đầu và thể hiện quy mô lớn hơn có thể gây ra sốt. Các biến chứng có thể bao gồm sưng não hoặc phù phổi, co giật, hạ đường huyết, hoặc ngừng tim.
Mặc dù thường là do aspirin, các nguyên nhân có thể khác bao gồm dầu của cây mùa đông và bismuth subsalicylate. Liều quá mức có thể là do cố ý hoặc tình cờ. Một lượng nhỏ dầu của cây xanh mùa đông có thể gây độc. Chẩn đoán thường dựa trên các xét nghiệm máu lặp đi lặp lại đo nồng độ aspirin và khí máu. Mặc dù một loại biểu đồ đã được tạo để cố gắng hỗ trợ chẩn đoán, việc sử dụng chung không được khuyến nghị. Khi dùng quá liều, nồng độ trong máu tối đa có thể không xảy ra quá 12 giờ.
Nỗ lực ngăn ngừa ngộ độc bao gồm bao bì kháng trẻ em và số lượng thuốc ít hơn trên mỗi gói. Điều trị có thể dùng than hoạt tính, natri bicacbonat tiêm tĩnh mạch với dextrose và kali chloride, và lọc máu. Cho dextrose có thể hữu ích ngay cả khi lượng đường trong máu là bình thường. Lọc máu được khuyến cáo ở những người bị suy thận, giảm ý thức, pH máu dưới 7,2 hoặc nồng độ salicylate trong máu cao. Nếu một người cần đặt nội khí quản, thở gấp có thể được yêu cầu.
Tác dụng độc hại của salicylat đã được mô tả từ ít nhất là năm 1877. Năm 2004, hơn 20.000 trường hợp với 43 trường hợp tử vong đã được báo cáo tại Hoa Kỳ. Khoảng 1% những người bị quá liều cấp tính chết trong khi quá liều mãn tính có thể có kết quả tồi tệ hơn. Người già có nguy cơ độc tính cao hơn đối với bất kỳ liều nào.